# HTC Desire S
HTC Desire S，又被称为 HTC Saga，是一款由HTC推出的 Android 智慧型手機，它搭载了Android 2.3.3「姜饼」作業系統，并首次于2011年2月15日在2011年全球移動通訊大會（MWC 2011）上作为 HTC Desire 的后继者而展出，随后在2011年4月15日正式上市。.

## 硬件
作为 HTC Desire 的升级版，HTC Desire S 在硬件上有着很大的提升。相较于前代，HTC Desire 增加了33% 的 RAM 和 50% 的机身内存 ROM。 在网络速度上，HTC Desire S 的最高下载速度最高可达 14.4 mbps，并且它搭载了 Wi-Fi 模块，格式为 802.11 b/g/n。 在外观上，HTC Desire S 有着明显的变化，Desire S 使用铝合金外壳并将前代 HTC Desire 的实体按键换成了光感触摸按键，轨迹球也被移除。 屏幕大小则与 HTC Desire 一样。事实上，虽然 HTC Desire S 使用的仍然是 3.7 英寸触摸屏，但是屏幕材质却换成了 SLCD，并覆盖有钢化玻璃。同时，HTC Desire S 还比 HTC Desire 多拥有了一个 VGA 级别的前置摄像头，而背后则是一个500万像素的主摄像头。

## 软件
这台手机搭载了 Android 2.3 操作系统，并且使用了 HTC Sense 2.1 的用户界面。同时，该机还使用了 HTC的 boot loader 技术。 在2011年10月2日，HTC 为 Desire S 升级到了 Android 2.3.5 操作系统和 HTC Sense 3.0 用户界面。新升级的用户界面增加了 HTC 的新功能，可以帮助用户以列表形式查看应用程序。在其他特性方面，新的用户界面还改进了全新的解锁画面，并且可以在解锁画面添加图标和插件。HTC于2012年6月20日向用户推送升级了 Android 4.0.4 操作系统和 HTC Sense 3.6 用户界面。

## 其他链接
- 官方网站